# Farmville
Farmville — метеорит-хондрит масою 56000 грам.